# Pfeifenbäcker

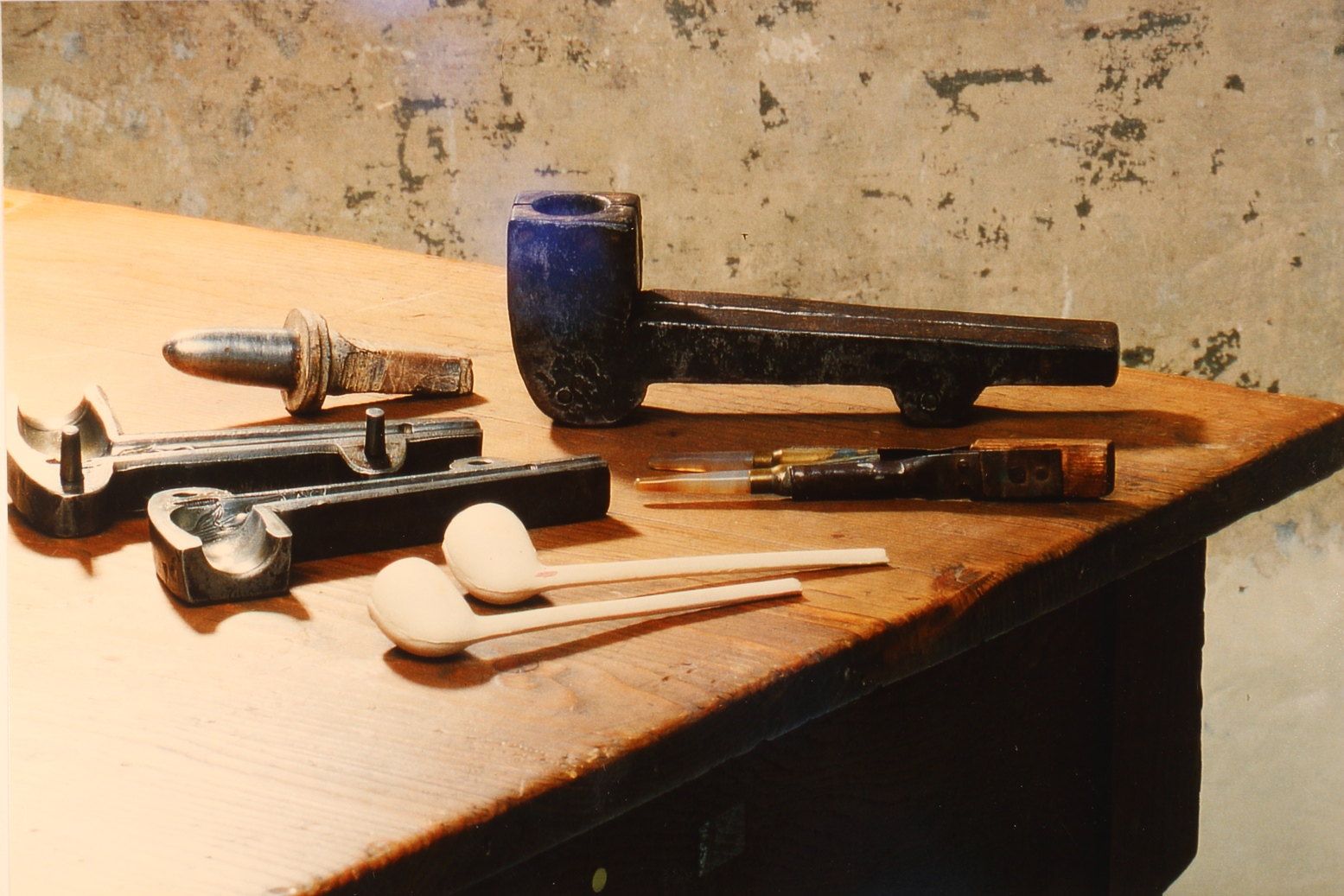
Geräte des Pfeifenbäckers im Kreismuseum Bitburg-Prüm

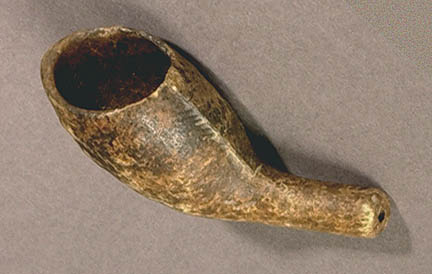
Kopf einer Tonpfeife von 1770

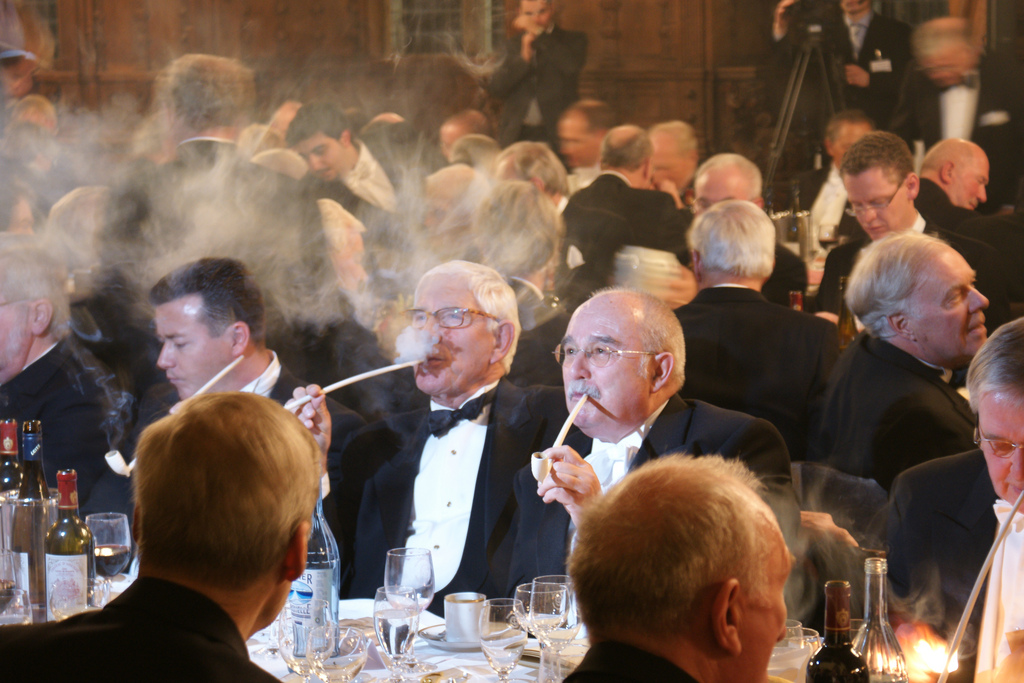
Tonpfeifen auf der Schaffermahlzeit in Bremen

Pfeifenbäcker bezeichnet einen historischen Handwerksberuf, der sich mit der Herstellung von Tabakpfeifen aus Ton beschäftigte. 
Das Handwerk gelangte Anfang des 17. Jahrhunderts mit dem Aufkommen des Tabak-Genusses über England und die Niederlande nach Deutschland. Als Material diente hierbei ein spezieller sogenannter Pfeifenton, der nach dem Brennen eine weiße Farbe aufwies. Eines der wichtigsten Zentren des Handwerks in Deutschland war der Westerwald. Die Hochzeit dieses Handwerks ging schon Mitte des 18. Jahrhunderts zu Ende. Die wohlhabenden Pfeifenraucher gingen damals dazu über, den Tabak nicht mehr aus einfachen Tonpfeifen, sondern immer mehr in Pfeifen aus Sepiolith (Meerschaum), Porzellan, Holz oder kostbaren Materialien wie Silber oder Glas zu rauchen. Die Tonpfeife verblieb nur noch als Rauchinstrument des „einfachen Mannes“. Im 19. Jahrhundert drängte der Siegeszug der Bruyèrepfeife und der Zigarre das Handwerk endgültig in die Bedeutungslosigkeit. Auf etlichen kaufmännischen und bürgerlichen Traditionsveranstaltungen in Norddeutschland, so z. B. bei der Schaffermahlzeit in Bremen werden die Westerwälder Tonpfeifen nach wie vor geraucht, hier nun gerade als Zeichen der Distinktion.